# Aaron Harper
Aaron Harper (Jackson, 12 de marzo de 1981-Condado de Lafayette, 4 de noviembre de 2023) fue un jugador profesional de baloncesto estadounidense. Con 2,03 metros de estatura, jugaba habitualmente en la posición de alero.

## Carrera

### Clubes
| Club                  | País        | Año       |
| --------------------- | ----------- | --------- |
| KR Reykjavík          | Islandia    | 2004      |
| Panteras de Miranda   | Venezuela   | 2005      |
| Chorale Roanne Basket | Francia     | 2005-2007 |
| BK Azovmash Mariupol  | Ucrania     | 2007      |
| Trotamundos Carabobo  | Venezuela   | 2008      |
| Chorale Roanne Basket | Francia     | 2008-2009 |
| BC Levski Sofia       | Bulgaria    | 2009-2012 |
| Hekmeh BC             | Líbano      | 2012-2013 |
| ÉB Pau-Orthez         | Francia     | 2013      |
| Marinos de Anzoátegui | Venezuela   | 2014-2015 |
| Al Riyadi Beirut      | Líbano      | 2015-2016 |
| Quimsa                | Argentina   | 2016-2017 |
| Ferro                 | Argentina   | 2017-2018 |
| Leones de Riobamba    | Ecuador     | 2018      |
| Guaros de Lara        | Venezuela   | 2019      |
| Huracanes de Tampico  | México      | 2019-2020 |
| Capitanes de Arecibo  | Puerto Rico | 2020      |

## Estadísticas en su carrera Universitaria

### Temporada
| Equipo                         | Año       | Div   | PJ | MIN  | MPP  | %TC  | %3P  | %TL  | RPP  | APP  | ROB  | TPP  | PPP   |
| ------------------------------ | --------- | ----- | -- | ---- | ---- | ---- | ---- | ---- | ---- | ---- | ---- | ---- | ----- |
| Ole Miss Rebels Estados Unidos | 2000-2001 | NCAA  | 0  | 0    | 0    | 0    | 0    | 0    | 0    | 0    | 0    | 0    | 0     |
| Ole Miss Rebels Estados Unidos | 2001-2002 | NCAA  | 0  | 0    | 0    | 0    | 0    | 0    | 0    | 0    | 0    | 0    | 0     |
| Ole Miss Rebels Estados Unidos | 2002-2003 | NCAA  | 29 | 908  | 31.3 | .439 | .406 | .726 | 3.72 | 2.1  | 0.83 | 0.03 | 12.21 |
| Ole Miss Rebels Estados Unidos | 2003-2004 | NCAA  | 28 | 936  | 33.4 | .443 | .387 | .675 | 5.18 | 3.25 | 1.36 | 0.11 | 16.5  |
| Ole Miss Rebels Estados Unidos | Total     | Total | 57 | 1844 | 32.4 | .441 | .396 | .695 | 4.44 | 2.67 | 1.09 | 0.07 | 14.32 |